# KRI Klewang (625)
KRI Klewang (625) byl rychlý raketový hlídkový člun indonéského námořnictva a prototypová jednotka stejnojmenné třídy. Jednalo se o velmi ambiciózní konstrukci stealth trimaranu. Stavba plavidla probíhala utajeně od roku 2010, přičemž několik týdnů po jeho spuštění na vodu rozestavěné plavidlo zcela zničil požár.

## Stavba
Kontrakt na stavbu plavidla byl zadán roku 2009 indonéské loděnici PT Lundin (North Sea Boats). Mělo se jednat o technologicky nejpokročilejší plavidlo indonéského námořnictva. Stavba byla zahájena roku 2010 v loděnici PT Lundin v Banyuwangi na Východní Jávě. Kvůli použití nových technologií byla existence plavidla až do jeho spuštění na vodu dne 31. srpna 2012 utajována. Dne 28. září 2012 však rozestavěné plavidlo zcela zničil požár. Škoda dosáhla výše 12 milionů amerických dolarů. Nikdo nebyl raněn.
V březnu 2014 indonéské námořnictvo objednalo stavbu nového trimaranu konstrukčně navazujícího na Klewang.

## Konstrukce
Plavidlo mělo koncepci trimaranu (přesněji tzv. Wave Piercing Trimaran) s trupem zhotoveným z uhlíkových vláken. V konstrukci přitom byla široce užita opatření na redukci signatur (stealth). Posádku tvořilo 23 námořníků a sedm vojáků (např. příslušníků speciálních sil). Výzbroj se skládala z jednoho kanónu a osmi čínských protilodních střel C-704. Na zádi byl prostor pro 11metrový rychlý člun RHIB. Pohonný systém tvořily čtyři diesely, každý o výkonu 1800 hp, pohánějící vodní trysky. Nejvyšší rychlost měla přesáhnout 30 uzlů. Cestovní byla 22 uzlů. Dosah byl 2000 námořních mil při rychlosti 16 uzlů.